# Seznam měst v Belize
Toto je seznam měst v Belize.
Zdaleka největší Aglomerací v Belize je Belize City, kde 1. ledna 2005 žilo 87 588 obyvatel, což představuje asi 30% obyvatelstva celé země. Hlavním a zároveň čtvrtým největším městem v zemi je Belmopan, kde žije 13 381 obyvatel.
V následující tabulce jsou uvedena města nad 1 000 obyvatel, výsledky sčítání obyvatelstva z 12. května 1991 a 12. května 2000, odhady počtu obyvatel k 1. lednu 2005 a distrikty, do nichž města náleží. Počet obyvatel se vztahuje na vlastní město bez předměstí. Města jsou seřazena podle velikosti.
| Města v Belize | Města v Belize          | Města v Belize      | Města v Belize      | Města v Belize     | Města v Belize      | Města v Belize |
| Pořadí         | Město                   | sčítání v roce 1991 | sčítání v roce 2000 | odhad pro rok 2005 | sčítání v roce 2022 | Distrikt       |
| -------------- | ----------------------- | ------------------- | ------------------- | ------------------ | ------------------- | -------------- |
| 1.             | Belize City             | 44 067              | 49 050              | 61 461             | 63 999              | Belize         |
| 2.             | San Ignacio+Santa Elena | 8 336               | 13 260              | 16 812             | 21 111              | Cayo           |
| 3.             | Belmopan                | 5 391               | 8 130               | 13 381             | 20 754              | Cayo           |
| 4.             | San Pedro               | 1 842               | 4 499               | 8 418              | 15 456              | Belize         |
| 5.             | Orange Walk Town        | 12 042              | 13 483              | 15 298             | 14 553              | Orange Walk    |
| 6.             | Corozal Town            | 7 050               | 7 888               | 8 724              | 9 815               | Corozal        |
| 7.             | Dangriga                | 6 449               | 8 814               | 10 750             | 9 640               | Stann Creek    |
| 8.             | Ladyville               | 1 871               | 3 435               | 4 412              | 7 655               | Belize         |
| 9.             | Benque Viejo            | 3 569               | 5 088               | 7 092              | 7 020               | Cayo           |
| 10.            | Bella Vista             |                     | 710                 |                    | 6 259               | Cayo           |
| 11.            | Trial Farm              | 1 665               | 3 443               | 3 971              | 5 850               | Orange Walk    |
| 12.            | Punta Gorda             | 3 461               | 4 329               | 5 026              | 5 406               | Toledo         |
| 13.            | Mango Creek             | n/a                 | 2 929               | 3 565              |                     | Stann Creek    |
| 14.            | Guinea Grass            | n/a                 | 2 510               | 2 895              |                     | Orange Walk    |
| 15.            | Shipyard                | n/a                 | 2 385               | 2 751              |                     | Orange Walk    |
| 16.            | San Antonio             | n/a                 | 2 124               | 2 690              |                     | Cayo           |
| 17.            | San Jose                | n/a                 | 2 254               | 2 600              |                     | Orange Walk    |
| 18.            | Valley of Peace         | n/a                 | 1 809               | 2 291              |                     | Cayo           |
| 19.            | Spanish Lookout         | n/a                 | 1 786               | 2 262              |                     | Cayo           |
| 20.            | Little Belize           | n/a                 | 2 059               | 2 230              |                     | Corozal        |
| 21.            | Sarteneja               | n/a                 | 1 648               | 1 784              |                     | Corozal        |
| 22.            | Silver Creek            | n/a                 | 1 326               | 1 571              |                     | Toledo         |
| 23.            | Progresso               | n/a                 | 1 165               | 1 261              |                     | Corozal        |